# 2553 Viljev
A 2553 Viljev (ideiglenes jelöléssel 1979 FS2) a Naprendszer kisbolygóövében található aszteroida. Nyikolaj Sztyepanovics Csernih fedezte fel 1979. március 29-én.